# Korean FA Cup 2016
Der Korean FA Cup 2016 war die 21. Austragung des Fußball-Pokalwettbewerbs für südkoreanische Vereinsmannschaften. In der Saison nahmen insgesamt 79 Teams teil. Titelverteidiger war der FC Seoul.
Das Pokalturnier begann am 12. März 2016 mit der ersten Runde. Der Gewinner des Pokals wird sich für die Gruppenphase der AFC Champions League 2017 qualifizieren.

## Teilnehmende Mannschaften
| Gwangju |

| Incheon |

| Seogwipo |

| Jeonju (2 Vereine) |

| Gwangyang |

| Pohang |

| Sangju |

| Seongnam |

| Seoul (4 Vereine) |

| Suwon (2 Vereine) |

| Ulsan (2 Vereine) |

| Ansan |

| Bucheon |

| Busan (2 Vereine) |

| Chungju |

| Daejeon (2 Vereine) |

| Anyang |

| Daegu |

| Gangneung (2 Vereine) |

| Goyang |

| Changwon (2 Vereine) |

| Cheonan |

| Gimhae |

| Gyeongju (2 Vereine) |

| Mokpo |

| Yongin |

| Cheongju |

| Chuncheon |

| Gimpo |

| Hwaseong |

| Icheon |

| Paju |

| Pyeongchang |

| Pocheon |

| Yangju |

| Yeonggwang |

| Uijeongbu |

Folgende Mannschaften haben sich sportlich qualifiziert:
| K League Classic die 12 Vereine der K League Classic 2016 | K League Challenge die 11 Vereine der K League Challenge 2016 | Korea National League die 10 Vereine der Korea National League 2016 | K3 League die 20 Vereine der K3 League 2016 | U-League die 19 Universitätsmannschaften der U-League 2016 |
| - Gwangju FC - Incheon United - Jeju United - Jeonbuk Hyundai Motors - Jeonnam Dragons - Pohang Steelers - Seongnam FC - FC Seoul - Sangju Sangmu FC - Suwon Samsung Bluewings - Suwon FC - Ulsan Hyundai | - Ansan Mugunghwa FC - FC Anyang - Bucheon FC 1995 - Busan IPark - Chungju Hummel FC - Daegu FC - Daejeon Citizen - Gangwon FC - Goyang Zaicro FC - Gyeongnam FC - Seoul E-Land FC | - Busan Transportation Corporation FC - Changwon City FC - Cheonan City FC - Daejeon Korail FC - Gangneung City FC - Gimhae City FC - Gyeongju KHNP FC - Mokpo City FC - Ulsan Hyundai Mipo Dolphin FC - Yongin City FC | - Buyeo FC - Cheonan FC - Chungbuk Cheongju FC - Chuncheon FC - Gimpo Citizen FC - Goyang Citizen FC - Gyeongju Citizen FC - Hwaseong FC - Icheon Citizen FC - Jeonju FC - Seoul Mustang FC - Paju Citizen FC - Pyeongchang FC - FC Pocheon - Siheung Citizen FC - Seoul United FC - Yangju Citizen FC - Yangpyeong FC - Yeonggwang FC - FC Uijeongbu | - Cheongju University - Yonsei University - Hannam University - Halla University - Konkuk University - Sangji University - Soongsil University - Dong Eui University - Hanyang University - Kyung Hee University - Goryeo University - Ajou University - Gwangju University - Dankook University - Incheon National University - Sungkyunkwan University - Yong In University - Yeungnam University - Honam University |

## 1. Hauptrunde
Die Spiele fanden am 12. und 13. März 2016 statt. In der Klammer ist die jeweilige Ligaebene angegeben, in der der Verein in der Saison 2016 spielt. Ein „U“ steht für eine Universitätsmannschaft aus der U-League und ein „A“ steht für eine Amateurmannschaft.
|                         | Ergebnis |                                 |
| ----------------------- | -------- | ------------------------------- |
| Cheongju University (U) | 4:1      | Mokpo Christian Hospital (A)    |
| Siheung Citizen FC (IV) | 2:3      | Yonsei University (U)           |
| Fuji Xerox Korea (A)    | 4:2      | Jeonbuk Seongnam (A)            |
| Goyang Citizen FC (IV)  | 4:1      | Jeju City Hall (A)              |
| Hannam University (U)   | 3:2      | Nexen Tire (A)                  |
| SK Hynix (A)            | 1:2      | FC Uijeongbu (IV)               |
| Pyeongchang FC (IV)     | 0:2      | Halla University (U)            |
| Konkuk University (U)   | 3:0      | LG Electronics (A)              |
| Sangji University (U)   | 7:1      | Daewong Bio (A)                 |
| Sejeong Industrial (A)  | 0:1      | Jeonnam Yeonggwang FC (A)       |
| Soongsil University (U) | 1:0      | Dong Eui University (U)         |
| Yangpyeong FC (A)       | 1:0      | Hanyang University (U)          |
| Samsung Electronics (A) | 3:6      | Buyeo FC (IV)                   |
| Seoul United FC (IV)    | 2:3      | Cheongju SMC Engineering FC (A) |

## 2. Hauptrunde
Die Spiele fanden am 26. März 2016 statt. In der Klammer ist die jeweilige Ligaebene angegeben, in der der Verein in der Saison 2016 spielt. Ein „U“ steht für eine Universitätsmannschaft aus der U-League und ein „A“ steht für eine Amateurmannschaft.
|                             | Ergebnis | [ 1 ]                                 |
| --------------------------- | -------- | ------------------------------------- |
| Cheongju University (U)     | 0:3      | Hwaseong FC (IV)                      |
| Kyung Hee University (U)    | 3:2      | Seoul Jungnang Chorus Mustang FC (IV) |
| Cheongju FC (IV)            | 0:2      | Goryeo University (U)                 |
| Yangju Citizen FC (IV)      | 4:3      | Ajou University (U)                   |
| Hannam University (U)       | 2:0      | Chuncheon FC (IV)                     |
| Cheonan FC (IV)             | 1:0      | Gwangju University (U)                |
| Yeonggwang FC (IV)          | 0:4      | Yonsei University (U)                 |
| Soongsil University (U)     | 0:1      | Dankook University (U)                |
| Sangji University (U)       | 3:2      | Cheongju SMC Engineering FC (A)       |
| Halla University (U)        | 2:1      | Icheon Citizen FC (IV)                |
| Fuji Xerox Korea (A)        | 1:4      | Konkuk University (U)                 |
| Universität Incheon (U)     | 1:0      | Buyeo FC (IV)                         |
| Sungkyunkwan University (U) | 4:3      | FC Uijeongbu (IV)                     |
| Goyang Citizen FC (IV)      | 1:2      | Paju Citizen FC (IV)                  |
| Yangpyeong FC (IV)          | 2:1      | Jeonju FC (IV)                        |
| Gimpo Citizen FC (IV)       | 2:3      | Yong In University (U)                |
| Yeungnam University (U)     | 3:1      | Honam University (U)                  |

## 3. Hauptrunde
Die Spiele wurden zwischen den 23. April bis 3. Mai 2016 ausgetragen. In der Klammer ist die jeweilige Ligaebene angegeben, in der der Verein in der Saison 2016 spielt. Ein „U“ steht für eine Universitätsmannschaft aus der U-League.
|                                           | Ergebnis |                          |
| ----------------------------------------- | -------- | ------------------------ |
| Ulsan Hyundai Mipo Dolphin FC (III)       | 0:1      | Gangwon FC (II)          |
| Gimhae City FC (III)                      | 2:3      | FC Anyang (II)           |
| Sangji University (U)                     | 0:3      | Ansan Mugunghwa FC (II)  |
| Busan Transportation Corporation FC (III) | 2:0      | Hannam University (U)    |
| Yong In University (U)                    | 1:2      | Jeongju FC (IV)          |
| FC Pocheon (IV)                           | 3:1      | Korea University (U)     |
| Daejeon Citizen FC (II)                   | 3:0      | Yonsei University (U)    |
| Yangpyeong FC (IV)                        | 1:3      | Yeungnam University (U)  |
| Seoul E-Land FC (II)                      | 2:0      | Hwaseong FC (IV)         |
| Sungkyunkwan-Universität (U)              | 1:0      | Universität Incheon (U)  |
| Yongin City FC (III)                      | 1:0      | Changwon City FC (III)   |
| Paju Citizen FC (IV)                      | 0:3      | Daejeon Korail FC (III)  |
| Daegu FC (II)                             | 2:1      | Chungju Hummel FC (II)   |
| Gyeongnam FC (II)                         | 1:2      | Busan IPark FC (II)      |
| Bucheon FC 1995 (II)                      | 3:1      | Halla University (U)     |
| Kyung Hee University (U)                  | 0:1      | Konkuk University (U)    |
| Goyang Zaicro FC (II)                     | 0:1      | Gangneung City FC (III)  |
| Cheonan City FC (III)                     | 0:1      | Gyeongju KHNP FC (III)   |
| Yangju Citizen FC (IV)                    | 1:2      | Gyeongju Citizen FC (IV) |
| Mokpo City FC (III)                       | 2:3      | Dankook University (U)   |

## 4. Hauptrunde
Die Spiele wurden am 11. Mai 2016 ausgetragen. In der Klammer ist die jeweilige Ligaebene angegeben, in der der Verein in der Saison 2016 spielt. Ein „U“ steht für eine Universitätsmannschaft aus der U-League.
|                             | Ergebnis |                                           |
| --------------------------- | -------- | ----------------------------------------- |
| Daejeon Korail FC (III)     | 0:2      | Ulsan Hyundai (I)                         |
| Pohang Steelers (I)         | 0:2      | Bucheon FC 1995 (II)                      |
| Suwon Samsung Bluewings (I) | 1:0      | Gyeongju KHNP FC (III)                    |
| FC Seoul (I)                | 4:2      | Daegu FC (II)                             |
| Jeju United (I)             | 1:2      | Gwangju FC (I)                            |
| Daejeon Citizen (II)        | 2:1      | Suwon FC (I)                              |
| Seongnam FC (I)             | 1:0      | Yeungnam University (U)                   |
| Yongin City FC (III)        | 2:1      | Gangneung City FC (III)                   |
| Busan IPark (II)            | 3:0      | Busan Transportation Corporation FC (III) |
| FC Anyang (II)              | 1:4      | Jeonbuk Hyundai Motors (I)                |
| FC Pocheon (IV)             | 1:2      | Gyeongju Citizen FC (IV)                  |
| Sangju Sangmu (I)           | 1:2      | Dankook University (U)                    |
| Seoul E-Land FC (II)        | 2:3      | Sungkyunkwan-Universität (U)              |
| Incheon United (I)          | 1:0      | Cheonan FC (IV)                           |
| Jeonnam Dragons (I)         | 4:0      | Changwon City FC (II)                     |
| Ansan Mugunghwa FC (II)     | 3:2      | Konkuk University (U)                     |

## Achtelfinale
Die Spiele wurden am 22. Juni 2016 ausgetragen. In der Klammer ist die jeweilige Ligaebene angegeben, in der der Verein in der Saison 2016 spielt. Ein „U“ steht für eine Universitätsmannschaft aus der U-League.
|                             | Ergebnis |                             |
| --------------------------- | -------- | --------------------------- |
| Incheon United (I)          | 3:2      | Daejeon Citizen (II)        |
| Jeonbuk Hyundai Motors (I)  | 3:1      | Dankook University (U)      |
| Jeonnam Dragons (I)         | 4:2      | Yongin City FC (III)        |
| Bucheon FC 1995 (II)        | 3:1      | Gyeongju Citizen FC (IV)    |
| Seongnam FC (I)             | 2:0      | Sungkyunkwan University (U) |
| FC Seoul (I)                | 2:1      | Ansan Mugunghwa FC (II)     |
| Suwon Samsung Bluewings (I) | 1:0      | Busan IPark (II)            |
| Ulsan Hyundai (I)           | 1:0      | Gwangju FC (I)              |

## Viertelfinale
Die Spiele wurden am 13. Juli 2016 ausgetragen. In der Klammer ist die jeweilige Ligaebene angegeben, in der der Verein in der Saison 2016 spielt.
|                             | Ergebnis              |                      |
| --------------------------- | --------------------- | -------------------- |
| FC Seoul (I)                | 0:0 n. V. (4:3 i. E.) | Jeonnam Dragons (I)  |
| Jeonbuk Hyundai Motors (I)  | 2:3                   | Bucheon FC 1995 (II) |
| Suwon Samsung Bluewings (I) | 1:1 n. V. (4:3 i. E.) | Seongnam FC (I)      |
| Ulsan Hyundai (I)           | 4:1                   | Incheon United (I)   |

## Halbfinale
Die Spiele wurden am 26. Oktober 2016 ausgetragen. In der Klammer ist die jeweilige Ligaebene angegeben, in der der Verein in der Saison 2016 spielt.
|                   | Ergebnis |                             |
| ----------------- | -------- | --------------------------- |
| FC Seoul (I)      | 1:0      | Bucheon FC 1995 (II)        |
| Ulsan Hyundai (I) | 1:3      | Suwon Samsung Bluewings (I) |

## Finale
Das Finale wird erstmals seit 2007 wieder in einem Hin- und einem Rückspiel ausgetragen.

### Hinspiel
| Suwon Samsung Bluewings                                                          | Suwon Samsung Bluewings | FC Seoul | FC Seoul |
| -------------------------------------------------------------------------------- | --- | --- | -------- |
| Suwon Samsung Bluewings                                                          | \| 19. November 2016 um 14:00 Uhr (6:00 Uhr MEZ) in Suwon (Suwon-World-Cup-Stadion) \| \| Ergebnis: 2:1 (1:0) \| \| Zuschauer: 31.034[2] \|                                                                                                 | \| 19. November 2016 um 14:00 Uhr (6:00 Uhr MEZ) in Suwon (Suwon-World-Cup-Stadion) \| \| Ergebnis: 2:1 (1:0) \| \| Zuschauer: 31.034[2] \|                                                                                         | FC Seoul |
| Suwon Samsung Bluewings                                                          | Yang Hyung-mo – Yang Sang-min, Lee Jung-soo, Hong Chul, Koo Ja-ryong – Jang Ho-ik, Yeom Ki-hun, Lee Sang-ho (70. Cho Won-hee), Lee Jong-sung – Kwon Chang-hoon (89. Ko Seung-beom), Johnathan (77. Cho Dong-geon) Cheftrainer: Seo Jung-won | Yoo Hyun – Kwak Tae-hwi, Kim Nam-chun, Kim Chi-woo, Cho Chan-ho (68. Lee Kyu-ro) – Osmar Barba, Ko Kwang-min, Ju Se-jong (65. Adriano), Lee Seok-hyun – Dejan Damjanović (89. Sim Woo-yeon), Yun Il-lok Cheftrainer: Hwang Sun-hong | FC Seoul |
| Suwon Samsung Bluewings                                                          | 1:0 Johnathan (15.) 2:1 Yeom Ki-hun (58.) | 1:1 Ju Se-jong (50.) | FC Seoul |
| Suwon Samsung Bluewings                                                          | Dejan Damjanović (23.) | | FC Seoul |
| 19. November 2016 um 14:00 Uhr (6:00 Uhr MEZ) in Suwon (Suwon-World-Cup-Stadion) | | |          |
| Ergebnis: 2:1 (1:0)                                                              | | |          |
| Zuschauer: 31.034                                                                | | |          |

### Rückspiel
| FC Seoul                                             | FC Seoul | Suwon Samsung Bluewings | Suwon Samsung Bluewings |
| ---------------------------------------------------- | --- | --- | ----------------------- |
| FC Seoul                                             | \| 26. November 2016 in Seoul (Seoul-World-Cup-Stadion) \| \| Ergebnis: 2:1 n. V. (2:1, 0:0), 9:10 i. E. \| \| Zuschauer: 35.037 \| | \| 26. November 2016 in Seoul (Seoul-World-Cup-Stadion) \| \| Ergebnis: 2:1 n. V. (2:1, 0:0), 9:10 i. E. \| \| Zuschauer: 35.037 \| | Suwon Samsung Bluewings |
| FC Seoul                                             | Yu Sang-hoon – Kwak Tae-hwi – Kim Nam-chun (64. Lee Seok-hyun) – Kim Chi-woo (58. Ju Se-jong) – Ko Kwang-min – Yōjirō Takahagi – Barba Osmar – Ko Yo-han – Park Chu-yeong (99. Jo Chan-ho) – Adriano – Yun Il-lok (89. Yun Seung-won) Cheftrainer: Hwang Sun-hong | Yang Hyung-mo – Ku Ja-ryong – Yang Sang-min – Lee Jung-soo – Jang Ho-ik – Heung Cheol – Kwon Chang-hoon (66. Kwak Kwang-seok) – Yeom Ki-hoon – Lee Sang-hoo (79. Jo Won-hwi) – Lee Jong-seong (108. Santos) – Johnathan (89. Jo Dong-geon) Cheftrainer: Seo Jung-won | Suwon Samsung Bluewings |
| FC Seoul                                             | 1:1 Adriano (75.) 2:1 Yoon Seung-won (90.+3') | 0:1 Jonathan (55.) | Suwon Samsung Bluewings |
| FC Seoul                                             | Elfmeterschießen | | Suwon Samsung Bluewings |
| FC Seoul                                             | Kwak Tae-hwi Ko Yo-han Osmar Ju Se-jong Adriano Lee Seok-hyun Ko Kwang-min Cho Chan-ho Yoon Seung-won Yu Sang-hoon | Santos Yang Sang-min Cho Won-hee Cho Dong-geon Yeom Ki-hoon Kwak Kwang-seon Hong Cheol Koo Ja-ryong Jang Ho-ik Yang Hyung-mo | Suwon Samsung Bluewings |
| FC Seoul                                             | Yōjirō Takahagi (44') | Lee Jung-soo (37') | Suwon Samsung Bluewings |
| 26. November 2016 in Seoul (Seoul-World-Cup-Stadion) | | |                         |
| Ergebnis: 2:1 n. V. (2:1, 0:0), 9:10 i. E.           | | |                         |
| Zuschauer: 35.037                                    | | |                         |